# لغز الغرفة الصفراء
لغز الغرفة الصفراء (بالفرنسية: Le mystère de la chambre jaune)‏ بقلم غاستون ليرو، هي إحدى أوائل أدب الجريمة التي تتبع فكرة الغرفة المغلقة. وقد نشرت لأول مرة في فرنسا في دورية L'Illustration من سبتمبر 1907 إلى نوفمبر 1907، ثم في كتاب في عام 1908.
وهذه أول رواية خيالية من بطولة المراسل جوزيف رولتابيل وتروي قصة جريمة معقدة، والتي تبدو مستحيلة، حيث يظهر المجرم ويختفي من غرفة مغلقة. وضع ليرو للقارئ رسوما بيانية ومخططات دقيقة ومفصلة توضح مسرح الجريمة. تركز القصة بقوة على التحدي الفكري للقارئ، الذي سيحاول كشف كل التفاصيل عن الوضع.
تستمر الرواية في تكملة تدعى عطر السيدة في الأسود، حيث تعود عدة من الشخصيات المألوفة من هذه القصة إلى الظهور.